# Lucjan Wolanowski
Lucjan Wilhelm Wolanowski (né Lucjan Kon, le 26 février 1920 à Varsovie et mort le 20 février 2006 à Varsovie) est un journaliste, écrivain, reporter et voyageur polonais.
Fils de Henryk Kon, juriste, et de Rose Wolanowska, Lucjan étudia la chimie à l'école polytechnique de Grenoble (1938-1939). Lors de la Seconde Guerre mondiale, il fut soldat dans l’armée polonaise clandestine, Armia Krajowa et contribua au développement de la presse indépendante. Il collabora ensuite avec l’Agence de Presse Polonaise, avec les hebdomadaires Przekrój (1945-1950), Świat (1951-1969), magazines Dookoła Świata et Magazyn Polski.
Il effectua cinq voyages autour du monde (1960-1972). A Genève, New Delhi, Bangkok et à Manille, il fut conseiller de l’Organisation mondiale de la santé (1967-1968, entre autres avec Joseph Kessel). Membre de l’association des journalistes polonais (1951-2006), de l’Union des écrivains polonais (1959-1983), de la section polonaise du PEN club (1971-2006), de l’Association des écrivains polonais (1989-2006), Wolanowski fut également membre du Parti Socialiste Polonais (PPS, 1945-1948) et du PZPR (1948-1980).

## Œuvres
- Ośmiornica (Octopus), 1952 (l'histoire du syndicat Unilever);
- Przeważnie o ludziach (Des gens, le plus souvent), 1953;
- Na południe od Babiej Góry (Au sud de Babia Góra), 1954 (reportage de Tchécoslovaquie);
- Śladami brudnej sprawy (Dans les pas d'une sale affaire), 1954;
- Czy Stanisław Talarek musiał umrzeć? (Stanisław Talarek devait-il mourir?), 1955 (avec Mirosław Azembski);
- Cichy front (Le front silencieux), 1955, 1956;
- Dokąd oczy poniosą (Aller quelque part), 1958, 1959 (reports);
- Żywe srebro (Argent vive), 1959, 1963 (avec Henryk Kawka);
- Zwierciadło bogini (Le miroir d'une déesse), 1961, 1962, 1964 (reportage de Japon);
- Klejnot Korony (Le joyau de la couronne), 1963 (reportage de Hong Kong);
- Księżyc nad Tahiti (La lune sur Tahiti), 1963;
- Dalej niż daleko (Plus loin que loin), 1964 (entre autres reportage de la Nouvelle-Zélande);
- Basia nad biegunem (Basia au pôle), 1964 (pour enfants);
- Ocean nie bardzo Spokojny (L'océan pas trop pacifique), 1967;
- Poczta do Nigdy-Nigdy (Le courrier à Jamais-Jamais), 1968, 1970, 1972, 1978, 1989;
- Z zapartym tchem (A couper le souffle), 1969;
- Upał i gorączka (Canicule et fièvre), 1970, 1973, 1996;
- Westchnienie za Lapu-Lapu (En se rappelant Lapu Lapu), 1973, 1976;
- Min-Min. Mała opowieść o wielkim lądzie (Min Min. Une petite histoire d’un grand pays), 1977;
- Walizka z przygodami. Reporter tu, reporter tam (Une valise pleine d’aventures. Le reporteur par ci et par là), 1977;
- Buntownicy Mórz Południowych. Reporter na tropie buntu na Okręcie Jego Królewskiej Mości "Bounty" (Les révoltés des Mers du Sud. Le reporteur sur les traces de la mutinerie sur « Bounty », le Navire de Sa Majesté), 1980, 1986;
- Ląd, który przestał być plotką (1983)
- Ani diabeł, ani głębina. Dzieje odkryć Australii, opowiedziane ludziom, którym się bardzo śpieszy (Ni le diable, ni les profondeurs. L’histoire des découvertes de l’Australie, racontée à ceux qui sont très pressés), 1987.

## Photographies

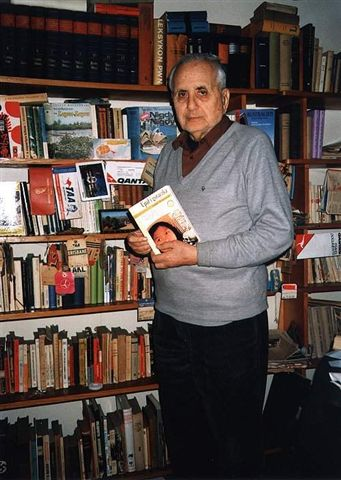
Lucjan Wolanowski, Varsovie, 1998
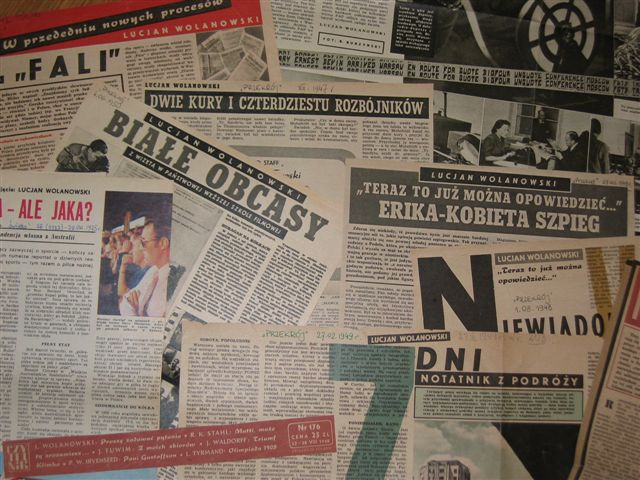
Articles de Wolanowski avec hebdomadaires polonais: "Przekrój" et "Dookoła świata", 1947 - 1973
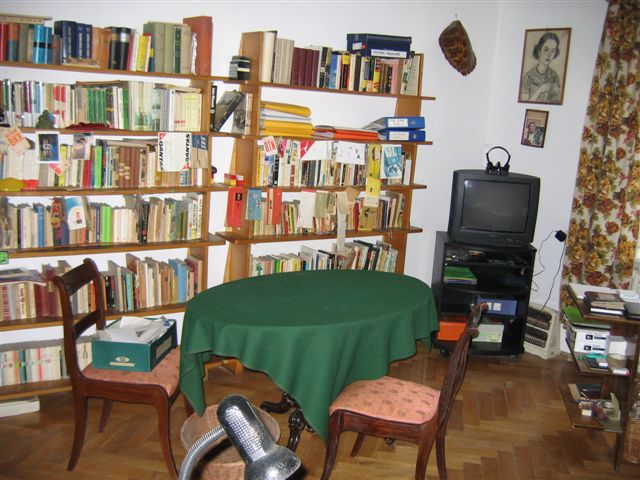
Cabinet de travail, rue Odolanska 23, Varsovie (Pologne), 2005
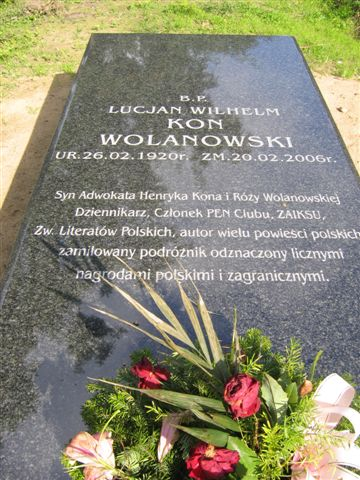
Tombeau de Wolanowski, Cimetière juif de Varsovie, 10 septembre, 2006
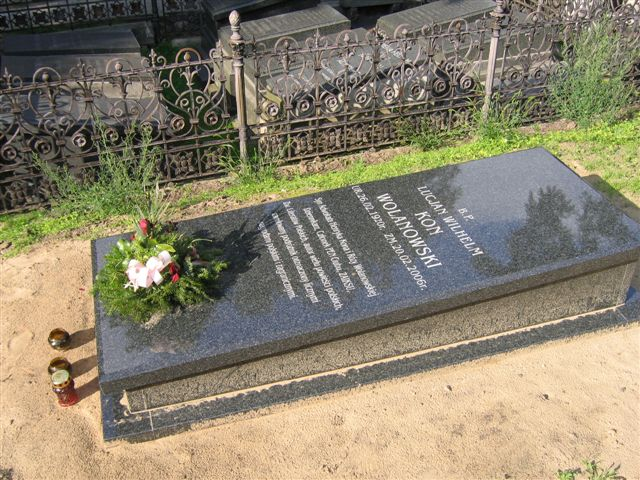
Tombeau de Wolanowski, Cimetière juif de Varsovie, 10 septembre, 2006